# Jan Garemijn

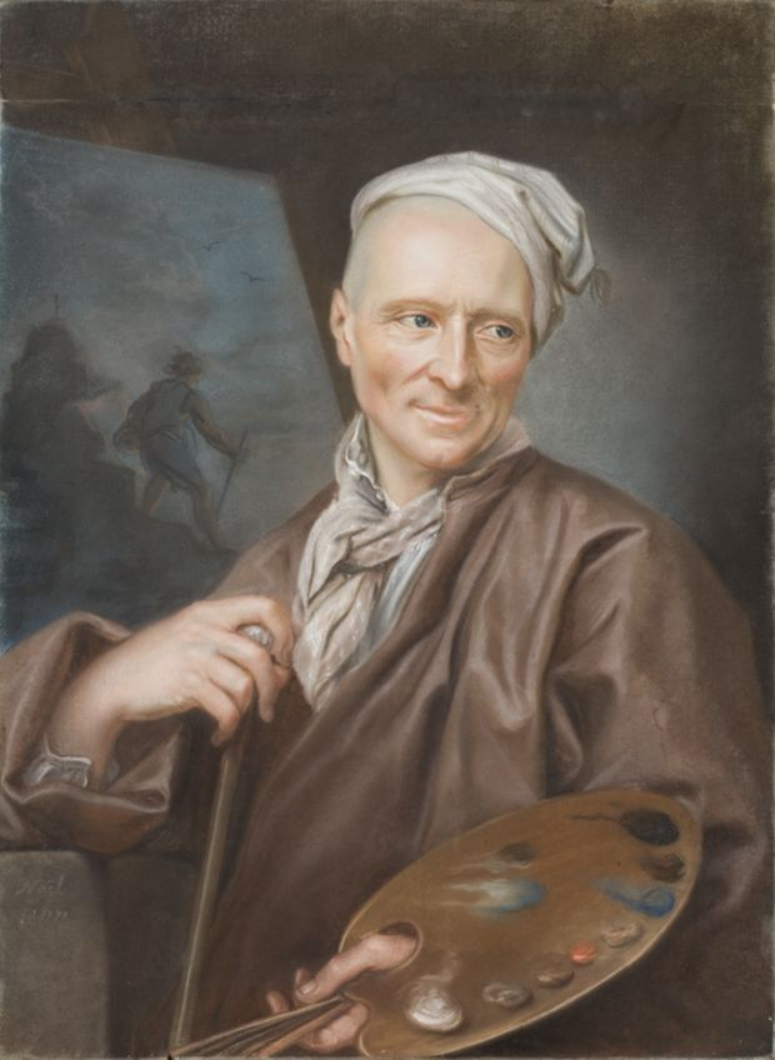
Portret van Jan Garemijn door Charles-Nicolas Noël, 1771

Jan Garemijn (Brugge 15 april 1712 - Brugge, 23 juni 1799) was een Vlaams kunstschilder en tekenaar. Hij is bekend voor zijn luchthartige afbeelding van het dagelijkse leven.  Als kunstdocent en directeur aan de Academie van Brugge speelde hij een belangrijke rol in de heropleving van de lokale kunstactiviteit in Brugge.

## Levensloop
Jan Antoon Garemijn (ook soms Garemyn geschreven) was de zoon van de vroeg overleden kuiper Frans Garemijn en van Magdalena Missiaens. Hij ging van zijn zeven jaar in de leer bij beeldhouwer Rochus Aerts en daarna aan de pas opgerichte kunstacademie. Hij vervolmaakte zijn opleiding bij Hendrik Pulinx en bij Lodewijk Roose en Jacob Beernaert. Matthijs de Visch introduceerde hem in de Italiaanse schilderkunst en leerde hem ook de gemaniëreerde salonkunst van Jean Antoine Watteau en François Boucher kennen.
Garemijn specialiseerde zich in de kleurrijke weergave van het volkse dagelijkse leven zoals hij het rondom zich zag.

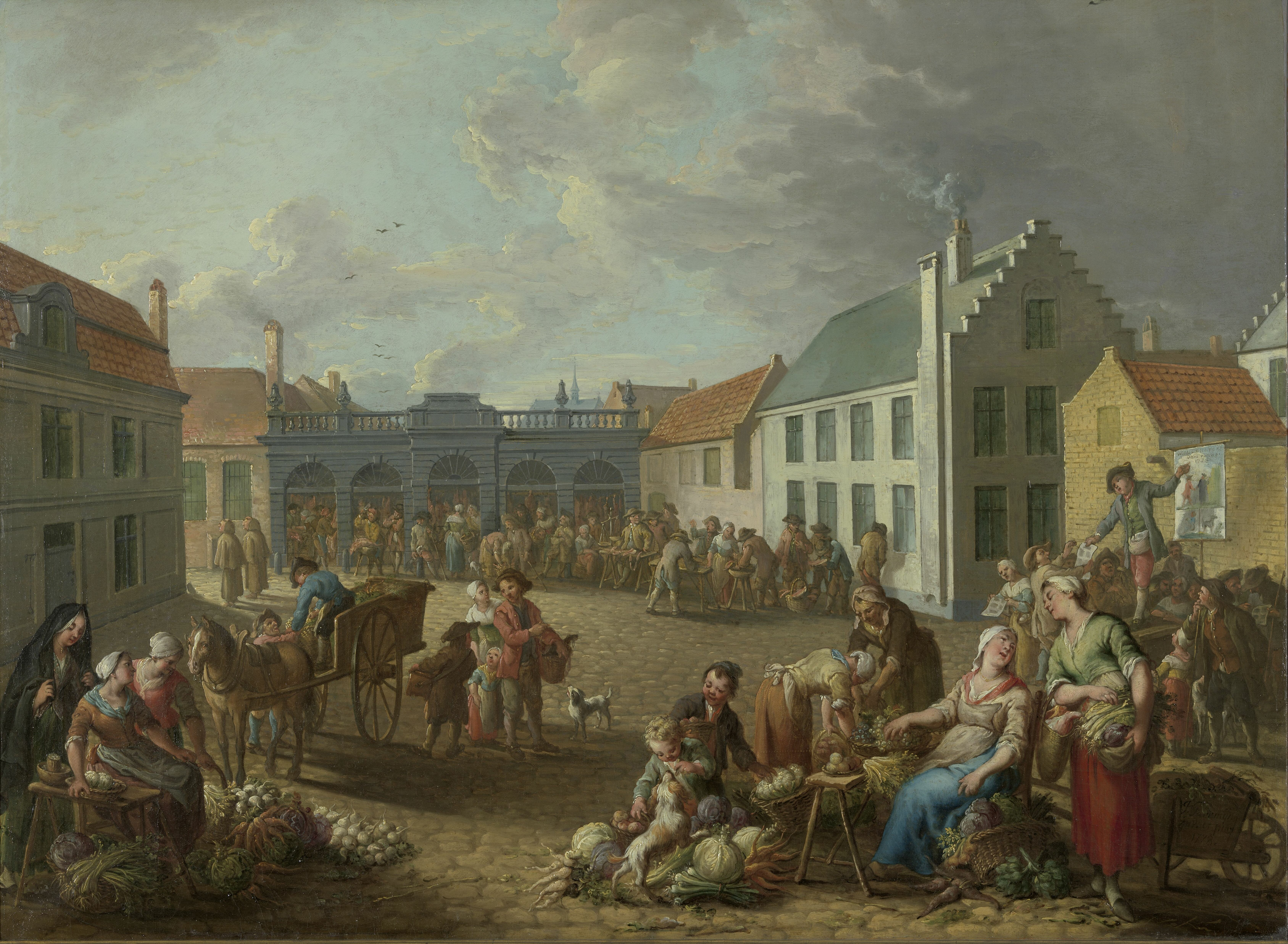
Het pandreitje door Jan Garemijn

In 1765 werd hij leraar aan en directeur van de Brugse kunstacademie. Dit bracht hem in contact met heel wat invloedrijke geestelijken, edellieden en rijke burgers die de academie ondersteunden en die hem opdrachten gaven. De talrijke religieuze taferelen die hij maakte zijn in de conventionele stijl zoals hij ze bij de barokmeesters had geleerd. Veel spontaner was hij in schilderijen waarin hij het pittoreske van het dagelijkse leven weergaf. Die schilderijen werden vaak besteld om als decoratieve panelen in salons en eetkamers te worden gehangen.
Als directeur van de academie was Garemijn ook leraar voor het tekenen naar het naakt mannelijk model. Terwijl hij de tekenklas overzag, tekende hij zelf talrijke naakte jongelingen in diverse poses, tekeningen die grotendeels in de collectie van de Brugse musea worden bewaard. In 1775 ontstond een rel met andere leraars en Garemijn nam ontslag.
Garemijn was een zeer productieve kunstenaar van wie het devies was 'Nulla dies sine linea'. Niet gehinderd door familiezorgen, werd de vrijgezel opgepast door zijn moeder en nadien door zijn zus. Hij liet duizenden werken na, hoofdzakelijk tekeningen, van zijn hand en van andere kunstenaars.

## Gezin

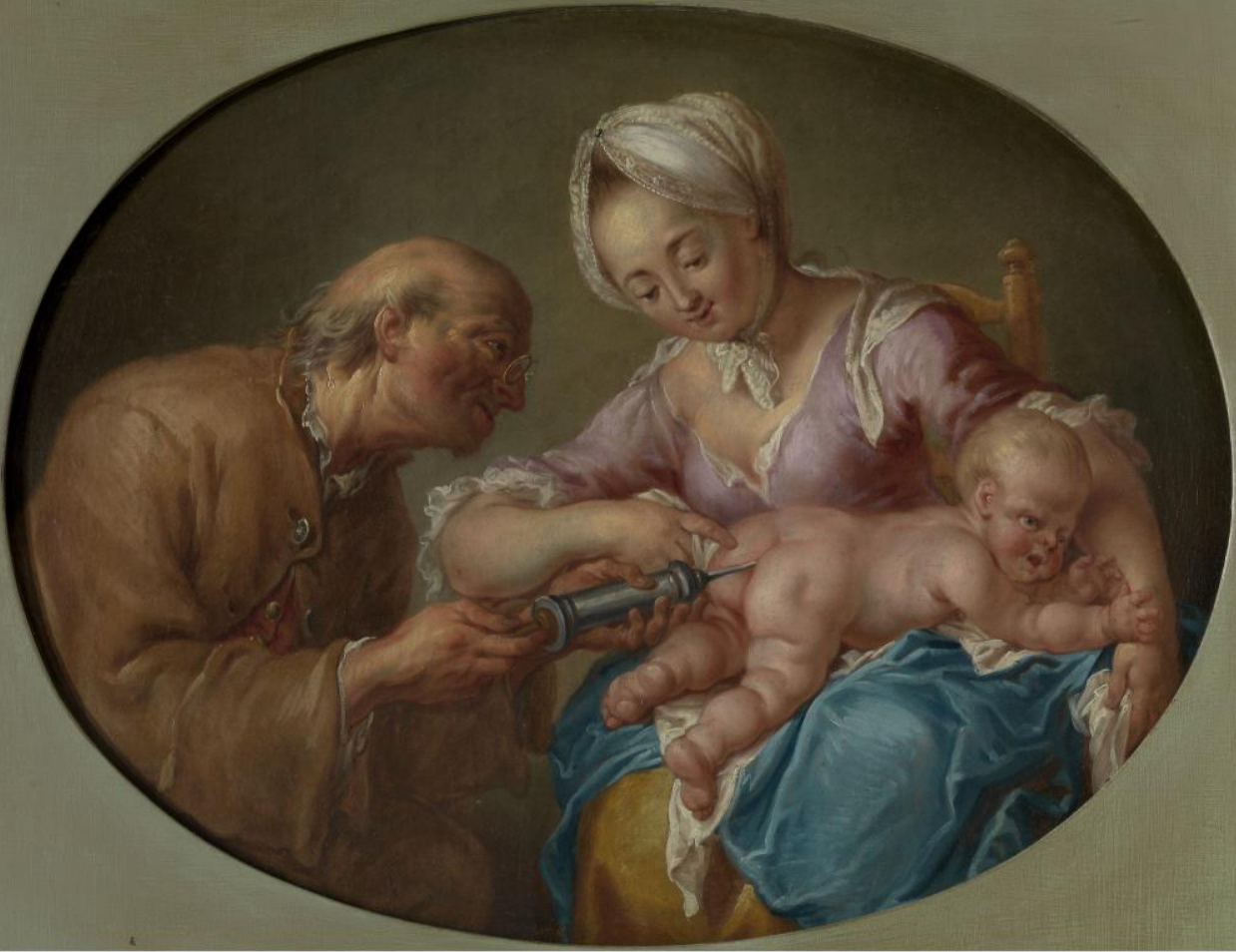
Het lavement

Na het overlijden van zijn moeder en daarna van zijn zus Anna in 1789, werd hij in 1791 op hoge ouderdom in een huwelijk gelokt met zijn vierentwintigjarige dienstmeid Francisca Achtergael (Dudzele 18 oktober 1767 - Brugge 1 januari 1847) en aanvaardde hij, na enig tegenstribbelen, haar twee kinderen op zijn naam te laten inschrijven: Jan Jozef (geboren in 1796, pas in 1799 door Garemijn erkend) en Frans Jan (geboren in 1798). Een derde kind, Marie-Anne (17 september 1799 - 10 september 1873) werd drie maanden na zijn dood geboren. De waarschijnlijke vader van deze kinderen was een van zijn vroegere naaktmodellen, de inwonende kleermaker Jan-Olivier Staffijn (8 december 1763 - 13 januari 1826) die na de dood van Garemijn de tweede echtgenoot werd van de weduwe en met haar nog twee kinderen had: Joseph (°1804) en Louis (°1807).

## Bekende leerlingen
- Henri Imbert des Mottelettes

## Veilingscatalogus

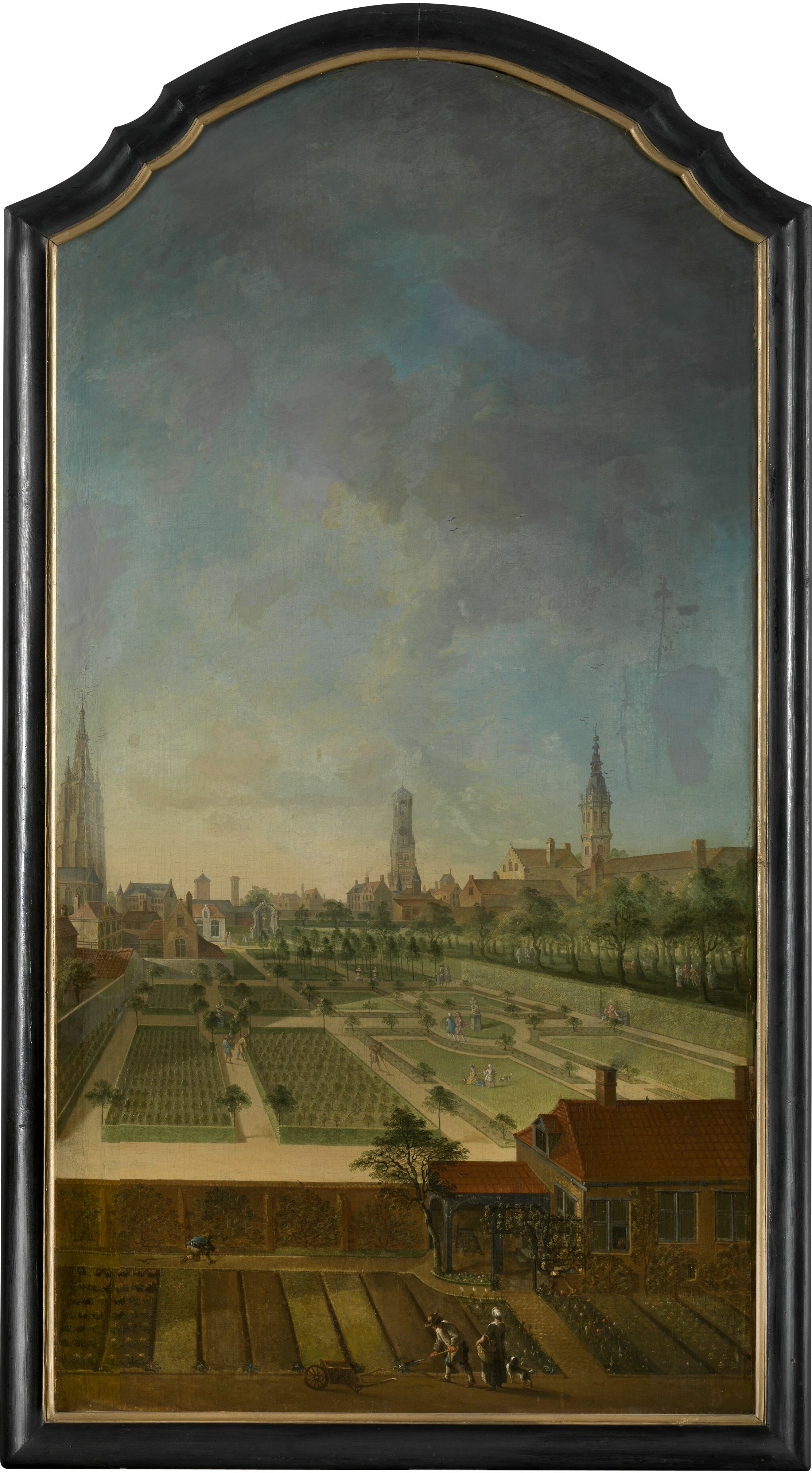
De tuin van de familie Willaeys-Vleys in Brugge

- Catalogue van een schoone verzaemelinge van schilderijen, door verscheyde meestersm itsgaders een extra schoon en groote collectie van konstprinten, schilderboeken, teekeningen, studiën, plaester, verwen en meer andere zeldzaemheden, naergelaten door den overleden konstschilder Jan Garemijn (...), Brugge, Weduwe De Moor en Zoon, 1800.

## Literatuur

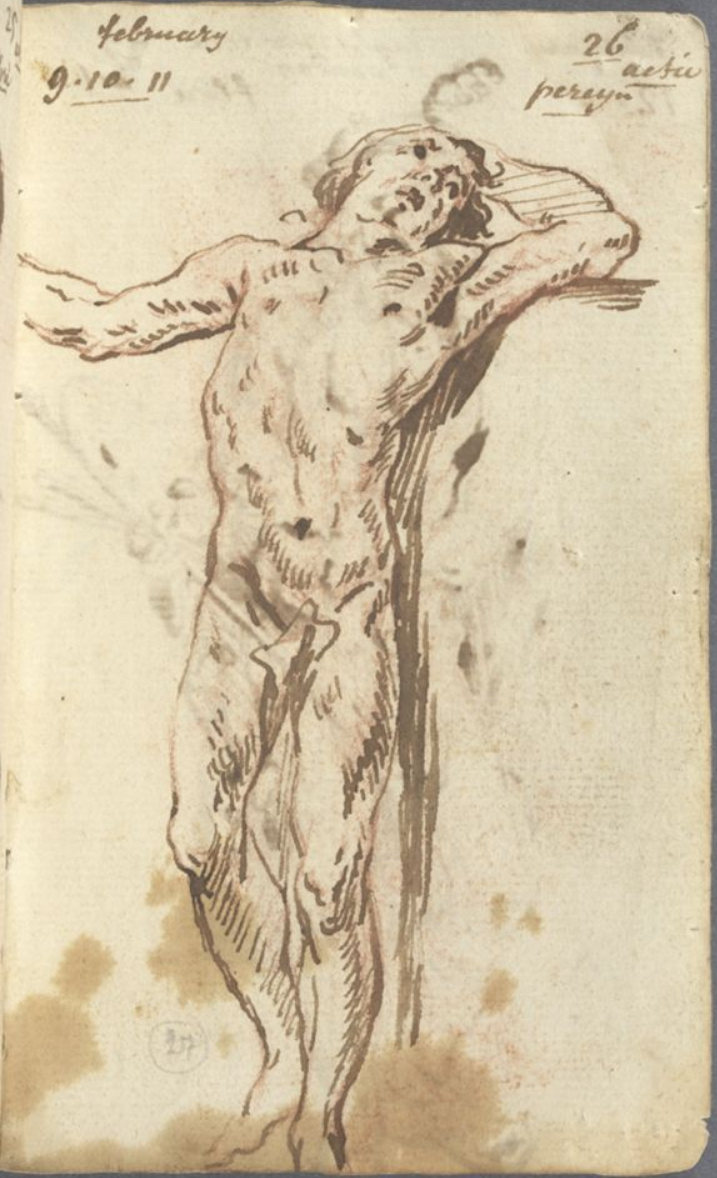
Figuurstudie naar model: staand mannelijk naakt